# كلينتون بريستو جونيور
كلينتون بريستو جونيور (بالإنجليزية: Clinton Bristow Jr.)‏ هو أكاديمي أمريكي، ولد في 1949، وتوفي في 19 أغسطس 2006 بسبب نوبة قلبية.